# میکله میرابلا
میکله میرابلا (ایتالیایی: Michele Mirabella؛ زادهٔ ۷ ژوئیهٔ ۱۹۴۳) بازیگر و مجری تلویزیون اهل ایتالیا است.
از فیلم‌ها یا برنامه‌های تلویزیونی که وی در آن نقش داشته‌است می‌توان به ماوراء، از بلوندها متنفرم و بابا یاگا اشاره کرد.
وی همچنین برندهٔ جوایزی همچون نشان شایستگی از جمهوری ایتالیا شده‌است.